# Jännerwein
Jännerwein ist eine 2007 gegründete österreichische Neofolkband. Sie zählt zu der jüngeren österreichischen Generation dieser Musikströmung.

## Geschichte
Jännerwein entstanden im Jahr 2007 in Salzburg durch den Beitritt von Benjamin Sperling und Peter Feldl zu dem Ambientprojekt Neuland von Gründer Max KTG. Wenige Monate nach Entstehung des Projekts veröffentlichte die Band ihr erstes Album Abendläuten. Der erste öffentliche Auftritt erfolgte im Salzburger Cave Club am 11. April 2008.
Einen großen Popularitätsschub erfuhr die Gruppe durch die Einladung zum 18. Wave-Gotik-Treffen 2009. Für den dortigen Auftritt wurde die Besetzung durch den Schlagzeuger Beat Lenk sowie durch den Violinisten der alpinfolkloristischen Band Sturmpercht verstärkt. Lenk wurde in Folge zum vierten Mitglied von Jännerwein. Mit seinem Beitritt begann verstärkt die Arbeit am zweiten Album Nach der Sehnsucht, der die Gruppe die kommenden beiden Jahre widmete. Es folgten Auftritte im gesamten deutschsprachigen Raum.
Im Herbst 2011 gesellte sich der Solokünstler Vurgart zu der Band. Nach einem Auftritt als Vorband zu der als Wegbereiter geltenden Band Death in June im Dezember 2011 in Dresden nahm die Gruppe 2012 erneut am Wave-Gotik-Treffen teil.
Am 12. Mai 2016 kündigten Jännerwein auf ihrer Facebookseite eine Konzertpause an. Im September desselben Jahre erklärte Gründer Max KTG im Interview mit der österreichischen Zeitung Die Presse, das Konzept habe „sich eigentlich nach drei Alben erschöpft.“

## Stil
Jännerwein zeichnen sich innerhalb des Neofolk durch einen ausgeprägten Truefolk-Stil aus, der großteils ohne den genretypischen Einsatz von Schlagwerk und Audiosamples auskommt. Innerhalb der Neofolk-Szene gelten sie daher als besonders erfolgreiche Live-Band. Diese Ausrichtung war beim ersten Album Abendläuten bereits in Ansätzen hörbar und wurde mit dem Nachfolge-Album Nach der Sehnsucht – Von der Beständigkeit der Erinnerung endgültig offensichtlich.  
Die Texte stammen teilweise aus der Feder von Max KTG und Benjamin Sperling, teilweise stammen sie aus der deutschen Romantik.
Instrumententechnisch stehen der durch Bass unterstützten Rhythmus- und Melodiegitarrensektion oft traditionelle mitteleuropäische Instrumente wie Drehleier, Geige oder Sackpfeife gegenüber. Die Lieder werden häufig von Max KTG und Peter Feldl in Gemeinschaftsarbeit geschrieben und stehen oft in einem traditionellen alpinen Stil in Kombination mit moderner Singer-Songwriter-Technik.

## Rezeption in der Neuen Rechten
Jännerwein wurden in der neurechten Szene besonders in der jüngeren Vergangenheit rezipiert. Neben einem lobenden Review des Debütalbums durch die neurechte Zeitschrift Blaue Narzisse wurde die Band seit 2015 vor allem innerhalb der wachsenden Identitären Bewegung wohlwollend wahrgenommen. Videos der Gruppe wurden wiederholt geteilt. Auf der Homepage des Online-Magazins Identitäre Generation erschien im Mai 2016 eine überschwängliche Rezension des dritten Albums Eine Hoffnung, weiters begann die Identitäre Bewegung Lieder der Gruppe auf Demonstrationen zu spielen. In einem Artikel des Rolling Stone Magazins vom August 2016 schließlich äußerte der Anführer der österreichischen Identitären, Martin Sellner, Jännerwein seien als „rechte Alternative“ und „Easy-Listening-Neofolk zum Einstieg“ in die Musikszene der Neuen Rechten geeignet. Nach diesen Aussagen wandten sich Jännerwein in einem offenen Brief an Rolling Stone und distanzierten sich von der Identitären Bewegung sowie generell von politischer Verwendung ihrer Musik: 
Wogegen wir uns aber ganz besonders verwehren, ist die Darstellung von Jännerwein als eine „Vorzeigeband der neurechten Identitären“. Freilich kann sich keine Band ihre Fans aussuchen; was wir aber können, ist vehement der politisch motivierten Nutzung unserer Musik zu widersprechen. So wenig uns der Musikgeschmack Herrn Sellners und der Identitären schmeichelt, so entschieden verbitten wir uns, für Politik solcher Art, ja überhaupt für Politik vor den Karren gespannt zu werden. […] Unsere Arbeit ist keine Einstiegsdroge in jedwelche extreme politische Szene, egal ob „rechts“ oder sonstiges, und sie darf es auch nicht sein. Wo sie als solche erscheinen sollte, geschieht das in jedem Fall missbräuchlich, und keinesfalls mit unserem Sanctus.

## Diskografie
- 2008: Abendläuten (Steinklang Records)
- 2011: Nach der Sehnsucht – Von der Beständigkeit der Erinnerung (RainbergVerlag)
- 2015: Eine Hoffnung (Steinklang Records & RainbergVerlag)